# 乳酸亚铁
乳酸亚铁或乳酸铁(II)是具有理想化学式Fe(C
3H
5O
3)(H2O)n的化合物。没有任何化合物被表征以确定其组成、纯度或结构。

## 生产
乳酸亚铁可通过多种反应生成，其中乳酸钙与硫酸亚铁根据以下反应生成：
{\displaystyle {\ce {Ca(C3H5O3)2(aq) + FeSO4(aq)->CaSO4v + Fe(C3H5O3)2(aq)}}}
另一种产生乳酸亚铁的途径是将乳酸与碳酸钙和硫酸亚铁结合。

## 用途
乳酸亚铁在质子交换膜燃料电池（PEMFC）的生产中用作试剂，特别是在这些电池中使用的阴极催化转换器的生产中。它是一种酸度调节剂，并且由于它在与空气接触时会氧化，因此已发现它可用作橄榄等食品的保色剂。它还用于用铁强化食物，以作为缺铁性贫血的补救措施，以及作为片剂或丸剂形式的营养补充剂。作为食品添加剂，其E编号为E585。 